# 8104 Kumamori
8104 Kumamori (1994 BW4) là một tiểu hành tinh vành đai chính được phát hiện ngày 19 tháng 1 năm 1994 bởi T. Kobayashi ở Oizumi.